# Öppen bakre orundad vokal
Öppen bakre orundad vokal [ɑ] är ett språkljud som i det internationella fonetiska alfabetet skrivs som [ɑ]. Den motsvarar klangfärgen hos den långa versionen av finskans /a/. Den kan förekomma vid vissa toner i svenskan (som det andra A:et i Arlanda eller A:et i svordomen fan), och skulle kunna förklaras som om man skulle uttala svenskans korta /a/ länge.